# Accident ferroviaire d'Altamirano de 1964

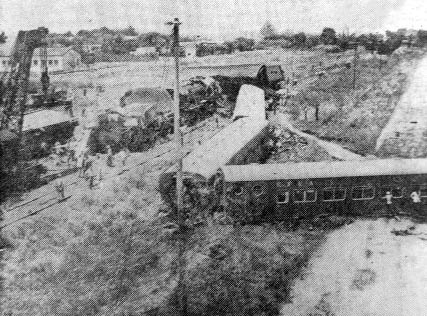

L'accident ferroviaire d'Altamirano de 1964 est un accident qui s'est déroulé en Argentine entre un train de passagers et un train de marchandises. Il a eu lieu à quelques mètres de la gare d'Altamirano, située au Sud de la capitale Fédérale, Buenos Aires.

## Déroulement
Les fait se sont produits à 3h50 le 1er février 1964, lorsqu'un train de passagers dénommé La Luciérnaga se dirigeait vers Buenos Aires, avec 1040 passagers à bord et à une vitesse de 100 km/h.
Mais à seulement 250 mètres au nord de la gare Altamirano, un train de marchandes, immobilisé, était en attente de chargement. Une erreur d'aiguillage a dirigé la Luciérnaga directement sur le train de marchandises : la collision a été brutale et un flash s'est vu au milieu de l'obscurité.
Au moins 34 personnes sont mortes dans cette collision de trains.